# チュースパイス
チュースパイス（スロベニア語:čušpajs）はスロベニアの伝統料理である。

## 概要
スロベニアのドレンスカ地方コステル地区特有の伝統料理である。若いじゃがいも、にんにく、にんじん、キャベツ、えんどう豆、ソラマメ、とうもろこしが主な材料である。地区により材料や調味料が異なることがあるが、基本的には見た目や食感はシチューに似ている。
18世紀ごろに発生した料理である。コステル地区は土壌が悪い上に、地理的にも穀物を育てるには不向きであった。そのため、コステルに暮らしていた人々は貧しく、食物不足に悩まされていた。そこで人々は身の回りの植物すべてをなべに入れ、煮た。これがチュースパイスの起源だと言われている。
チュースパイスは作り方が非常に簡単であり、現在では年に一度、チュースパイスを誰が一番おいしく作れるかを競う競技も存在する。また審査員は、作られたチュースパイスが伝統的な味がするかどうかを審査する。

## レシピ
1. なべに水を入れ、火にかけて沸騰させる。
2. じゃがいもを4等分する。にんにくはみじん切りにし、ほかの野菜は一口サイズに刻む。
3. 水が沸騰したら、にんにく以外の材料をすべてなべに入れる。
4. 煮込んで10分ほど経過したら、調味料としてにんにくを入れる。胡椒をいれることもある。
5. 皿に盛り、完成。

## 関連事項
- チュースパイスの競技ビデオ